# L'anniversario (film 1914)
L'anniversario è un mediometraggio muto del 1914, diretto e interpretato da Riccardo Tolentino.